# 25142 Hopf
25142 Hopf (1998 SA28) là một tiểu hành tinh vành đai chính được phát hiện ngày 16 tháng 9 năm 1998 bởi Paul G. Comba ở Đài thiên văn Prescott ở Arizona.